# Postleitzahl (Albanien)
In Albanien wurden Postleitzahlen am 11. Oktober 2006 vom nationalen Postunternehmen Posta Shqiptare eingeführt. 
Die Nummerierung richtete sich nach der alten Verwaltungsgliederung Albaniens: Die ersten zwei Ziffern einer Postleitzahl zeigen die Zugehörigkeit zu einem Kreis, während die letzten zwei Ziffern auf die jeweilige Bashkia oder Komuna verwiesen.
- 1000  Kreis Tirana
- 1500  Kreis Kruja
- 2000  Kreis Durrës
- 2500  Kreis Kavaja
- 3000  Kreis Elbasan
- 3300  Kreis Gramsh
- 3400  Kreis Librazhd
- 3500  Kreis Peqin
- 4000  Kreis Shkodra
- 4300  Kreis Malësia e Madhe
- 4400  Kreis Puka
- 4500  Kreis Lezha
- 4600  Kreis Mirdita
- 4700  Kreis Kurbin
- 5000  Kreis Berat
- 5300  Kreis Kuçova
- 5400  Kreis Skrapar
- 6000  Kreis Gjirokastra
- 6300  Kreis Tepelena
- 6400  Kreis Përmet
- 7000  Kreis Korça
- 7300  Kreis Pogradec
- 7400  Kreis Kolonja
- 8000  Kreis Mat
- 8300  Kreis Dibra
- 8400  Kreis Bulqiza
- 8500  Kreis Kukës
- 8600  Kreis Has
- 8700  Kreis Tropoja
- 9000  Kreis Lushnja
- 9300  Kreis Fier
- 9400  Kreis Vlora
- 9700  Kreis Saranda
- 1700  Transit
- 1800  Eilzustellungsbüro